# Káto Agios Márkos
Káto Agios Márkos (Kato Agios Markos) är en ort i Grekland.   Den ligger i prefekturen Nomós Kerkýras och regionen Joniska öarna, i den västra delen av landet, 400 km nordväst om huvudstaden Aten. Káto Agios Márkos ligger 31 meter över havet och antalet invånare är 867. Den ligger på ön Korfu.
Terrängen runt Káto Agios Márkos är kuperad åt nordväst, men åt sydost är den platt. Havet är nära Káto Agios Márkos åt sydost.  Närmaste större samhälle är Korfu, 12,0 km sydost om Káto Agios Márkos. 